# Abdesslam Dahmane
Abdesslam Dahmane (Oran, 31 juli 1992) is een Algerijns wielrenner.
Dahmane begon zijn wielercarrière bij Vélo Club Sovac Algérie, de ploeg waarvoor hij nu nog altijd uitkomt. Hij won in zijn loopbaan nog geen wedstrijden bij de elite. Dahmane reed wel al enkele goede resultaten bijeen in onder andere de Ronde van Marokko.

## Ploegen
- 2012-Vélo Club Sovac Algérie
- 2013-Vélo Club Sovac
- 2014-Vélo Club Sovac

Amari · Barbari · Bourezza · Chaabane · Chabaane · Dahmane · Hadjbouzit · F.Hamza · M.K.Hamza · A.Hamza · Merdj · Saada
Barbari · Baz · Ben Nasser · Benrais · Bettira · Chaabane · Chabaane · Dahmane · Droueche · Hadjbouzit · A.Hamza · F.Hamza · Lahsaini · Merdj
Amari · Barbari · Baz · Benoua · Benrais · Bouzidi · Dahmane · S.A.Fellah · A.Fellah · Hadjbouzit · F.Hamza · A.Hamza · Mansouri · Merdj · Saada